# Torrecilla (Miranda de Azán)
Torrecilla es un despoblado español del municipio de Miranda de Azán, perteneciente a la provincia de Salamanca, en la comunidad autónoma de Castilla y León.

## Toponimia
El lugar puede aparecer referido como «Torrecilla» y «Torrecilla de Aldea Tejada».

## Historia
Hacia mediados del siglo XIX, el lugar, una alquería ya por entonces perteneciente a Miranda de Azán, tenía contabilizada una población de dos habitantes. Aparece descrito en el decimoquinto volumen del Diccionario geográfico-estadístico-histórico de España y sus posesiones de Ultramar de Pascual Madoz con las siguientes palabras:

TORRECILLA DE ALDEA TEJADA: alq. en la prov. y part. jud. de Salamanca, térm. municipal de Miranda de Azan. pobl.: 1 vec. 2 alm.
(Madoz, 1849, p. 75)

En 2023, la entidad singular de población no tenía empadronado ningún habitante.